# Hans von Rechberg

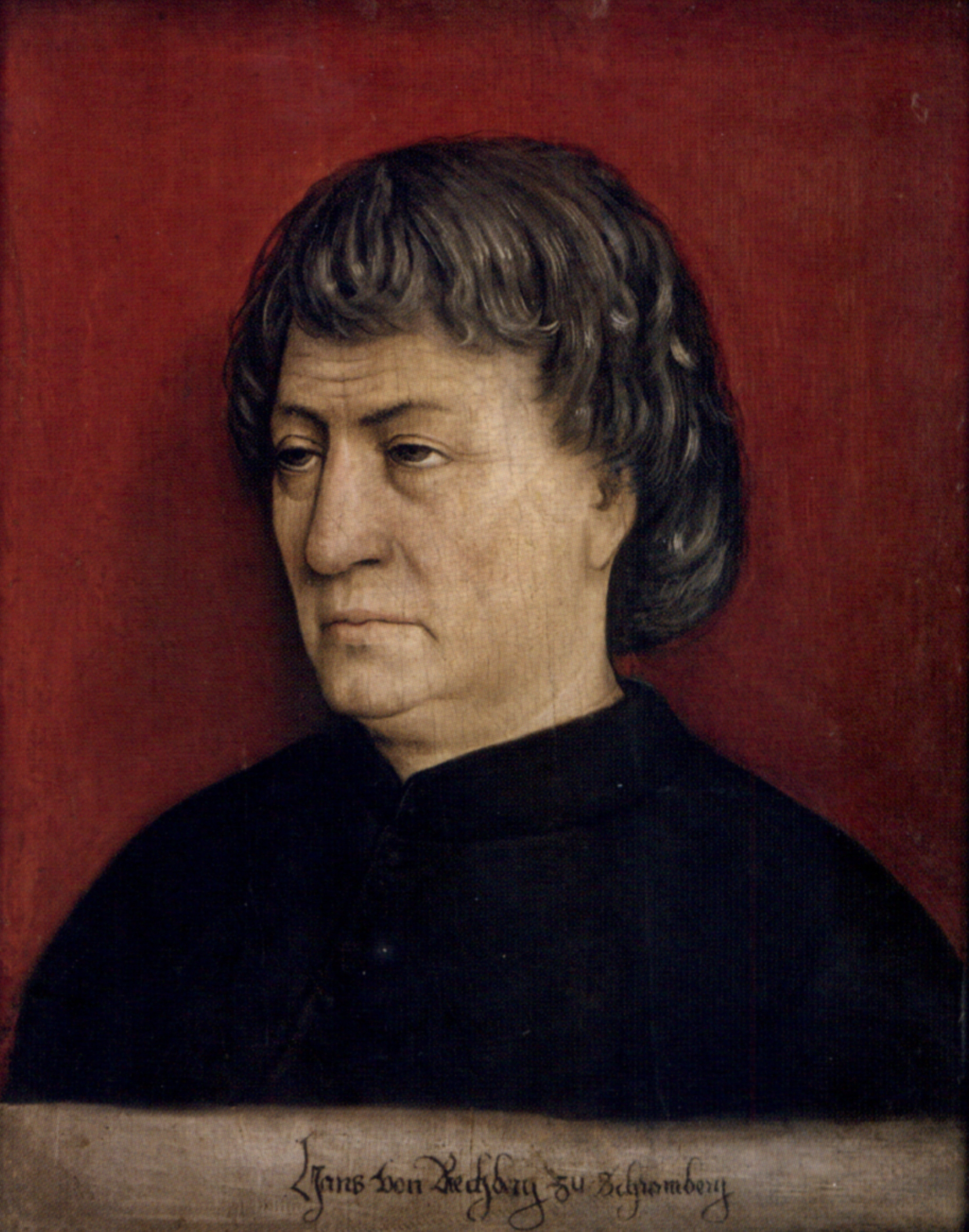
Hans von Rechberg zu Schramberg, süddeutsch, um 1460

Hans von Rechberg (* um 1410; † 13. November 1464 in Villingen im Schwarzwald) war ein Ritter aus Schwaben, der als Fehdeunternehmer an zahlreichen Fehden, Kriegs- und Raubzügen im schweizerischen und schwäbischen Raum beteiligt war. Er gilt als Begründer der Herrschaft Schramberg, der die von ihm erworbenen Teile der Herrschaften Falkenstein-Falkenstein, Falkenstein-Ramstein und Schilteck zu einem Territorium zusammenfasste.

## Leben
Geboren um 1410 als jüngster (vierter) Sohn des Heinrich von Rechberg († 1437) aus der Rechberger Linie derer von Hohenrechberg und der Gräfin Agnes von Helfenstein, erbte Hans beim Tod des Vaters die Herrschaft Gammertingen-Hettingen, nachdem er sich mit Verena, einer Tochter des Truchsess Johannes II. von Waldburg, der Witwe des Johannes von Zimmern († 1430), verheiratet hatte.
Seit den 1430er-Jahren gehörten Kampf und militärische Gewalt zum Leben des Hans von Rechberg. Er war am erfolglosen Feldzug gegen die Hussiten von 1431 beteiligt, stand als Hauptmann auf Seiten des Hegauer Adels im Kampf gegen den Konstanzer Bischof (1440/1441) und unterstützte maßgeblich Hegauer „Raubritter“ gegen Ulmer und Ravensburger Kaufleute („Städtekrieg“ 1441/1442). Im Alten Zürichkrieg war Rechberg 1443 habsburgischer Hauptmann (→ Schlacht bei St. Jakob an der Sihl 1443), 1444 Oberster Hauptmann der Stadt Zürich. 1446 besetzte er zusammen mit dem Freiherren von Brandis die Grafschaft Sargans, verlor aber die anschließende Schlacht bei Ragaz. Im Oktober 1448 überfiel er Rheinfelden, das habsburgisch wurde, ein Jahr später entzweite er sich mit seinem österreichischen Dienstherrn. Inzwischen hatte der Rechberger sich mit der Gräfin Elisabeth von Werdenberg-Sargans († 1469) verheiratet; sie brachte die finanziellen Mittel in die Ehe – auch den halben Anteil an der Ruggburg – die ihrem Ehemann durch Kauf bzw. Verpfändung den Erwerb der falkensteinischen Herrschaften entlang der Schiltach mit ermöglichten, während Hans seine Herrschaft Gammertingen-Hettingen an die Grafen von Württemberg verkaufen konnte (1447). 1449 war Elisabeth im Besitz der verpfändeten Burg Ramstein, spätestens 1452 besaß Hans von Rechberg den Unterfalkenstein.
Nach dem Verkauf seines Stammsitzes versuchte der Rechberger offensichtlich, im Schwarzwald seine Herrschaft auszubauen. Die Fehden gegen Reichsstädte begünstigten dabei ein solches Unternehmen nicht gerade, wenn auch der Verursacher solcher Streitigkeiten für die Zerstörung der Burg Ramstein 1454 Schadenersatz erhielt. Mit dem Geld gelang es Hans von Rechberg, mit der Burg Hohenschramberg ein Zentrum für seine Herrschaft an der oberen Schiltach zu errichten (1457/1459). In der Folgezeit war der Adlige in württembergischen Diensten (1458, 1463). Die Fehde gegen die Grafen von Werdenberg und die Ritterschaft mit St. Jörgenschild führte 1464 zur Belagerung der Burg Schramberg, Hans von Rechberg wurde auf einem Raubzug verwundet und starb am 13. November 1464 infolge der Verletzung in Villingen. Er wurde bei der Villinger Franziskanerkirche begraben.